# Louise Renée de Penancoët de Kérouaille, Công tước xứ Portsmouth
Louise Renée de Penancoët de Kérouaille, Công tước xứ Portsmouth (tiếng Pháp: Louise Renée de Penancoët de Keroual; 6 tháng 9, năm 1649 - 14 tháng 11, năm 1734), là một quý tộc người Pháp, về sau trở thành tình nhân cho Quốc vương Charles II của Anh. Do thân phận của mình được yêu thích, bà được nhà Vua thưởng tước hiệu Công tước một cách độc lập tại xứ Portsmouth và Aubigny.
Hậu duệ của bà và vua Charles II vẫn còn nắm giữ 3 tước hiệu Công tước tại Anh, bao gồm: Công tước xứ Richmond, Công tước xứ Lennox
và Công tước xứ Gordon, hiện nay đã là đời công tước thứ 11. Ngoài ra họ còn là Công tước xứ Aubigny-sur-Nère ở Vương quốc Pháp (hiện đã không còn tồn tại), với 4 tước hiệu công tước, họ trở thành gia đình quý tộc nắm nhiều tước hiệu công tước nhất ở Vương quốc Anh hiện tại.

## Tiểu sử
Louise Renée là người nhà Penancoët, con gái của Guillaume de Penancoët, Seigneur de Kérouaille và Marie de Ploeuc de Timeur. Gia tộc Penancoët là một quý tộc Pháp khá lâu đời và bản cư tại Brittany, cai quản lãnh địa Kérouaille và Villeneuve, trong đó Kérouaille là tên lãnh địa của một nữ thừa kế mà tổ tiên nhà Penancoët đã cưới và thừa hưởng trên danh nghĩa vợ mình. Bà có một em gái, Henriette Mauricette, cưới Philip Herbert, Bá tước xứ Pembroke thứ 7, và sau đó là Jean-Timoléon Gouffier, Marquis de Thais. Trong khi đó, một người cô khác của bà là Suzanne de Penancoët, cưới vào gia đình quý tộc de Saisy de Kerampuil của xứ Carhaix ở Brittany.
Ban đầu, Louise gia nhập đoàn Thị tùng cho Henrietta của Anh, Bà Công tước xứ Orléans và là em gái của Charles II của Anh. Louis de Rouvroy, duc de Saint-Simon ghi chép rằng, Louise ban đầu được gia đình mình cài cắm làm tình nhân cho Vua Louis XIV của Pháp - anh chồng của Henrietta. Khoảng năm 1670, bà tùy hầu Henrietta đến Dover để gặp Vua Charles II, và sau cái chết đột ngột của Henrietta cùng năm đã khiến Louise khó xử khi không biết phải làm thế nào vì thân phận Thị tùng của mình, thì Vua Charles II lập tức chỉ định bà trở thành Thị tùng cho Vương hậu của ông, Catarina Henriqueta của Bồ Đào Nha. Không giống như người tiền nhiệm trước đó, Barbara Palmer - người đã công khai sỉ nhục Vương hậu một cách ngạo mạn, thì Louise lại rất tôn trọng bà, điều này khiến Vương hậu Catherine rất dễ chịu cho sự hiện diện của Louise tại triều đình.

## Tình nhân của Vua Anh
Hành vi của Louise tại Anh cũng hết sức tinh tế và thông minh, khi bà không bao giờ tỏ ra quá phận và áp chế như Barbara Palmer. Con trai bà với nhà Vua, Charles Lennox, sinh ra năm 1672, nhưng đã được chỉ định làm Công tước xứ Richmond vào năm 3 tuổi. Dù vậy, bà không được lòng quý tộc Anh do sự thân Pháp và theo Công giáo của mình, bên cạnh đó Louise được chỉ thị riêng từ Vua Louis XIV ảnh hưởng và trung thành với vị Vua bản quốc của mình, kèm theo là những quà tặng và đặc quyền về kinh tế. Vua Louis XIV đã tặng cho bà một đôi hoa tai trị giá £18.000, đắt hơn bất cứ thứ gì mà ông từng tặng cho Vương hậu Catherine. Nell Gwynne, một tình nhân khác của nhà Vua Charles II, đã công khai ghét Louise và khi bị nhầm với bà, Gwynne thốt lên "Lạy chúa lòng lành! Con là một con đĩ Tin Lành".

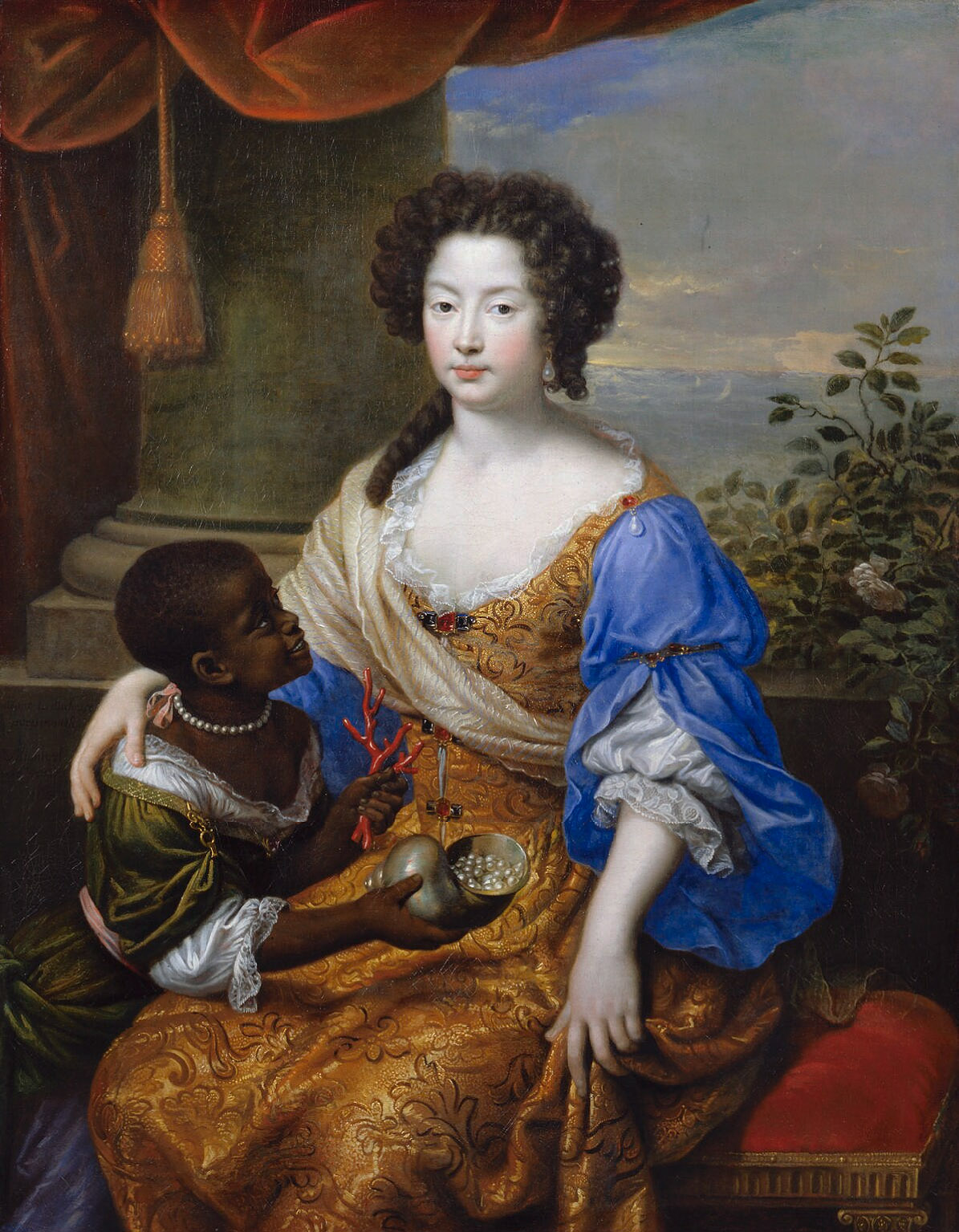
Louise de Kérouaille trong thời kỳ đỉnh cao quyền thế.

Ngày 19 tháng 8 năm 1673, Louise liên tiếp được ban tước hiệu Nam tước xứ Petersfield, Bá tước xứ Fareham và Công tước xứ Portsmouth một cách độc lập mà không cần phải kết hôn hay gả chồng. Việc một phụ nữ được ban tước một cách độc lập không phổ biến ở Châu Âu, còn là ban tước do là tình nhân và nắm tài nguyên từ triều đình, chứ không phải là nữ thừa kế được thừa hưởng từ gia đình. Cũng vì lý do ấy, số lượng tài sản mà hằng năm bà nhận được cực kỳ khổng lồ, chỉ riêng năm 1681 làm ví dụ, bà nhận tổng cộng £136,000, bằng khoảng 4 tỷ VNĐ theo mệnh giá hiện tại, chưa nói đến mệnh giá của bảng Anh ngày xưa còn nhiều hơn rất nhiều lần bây giờ. Triều đình Pháp cũng theo lời Vua Charles II mà ban cho bà thái ấp Aubigny cùng tước vị Công tước. Và dù có được hậu thuẫn lớn từ Pháp, song Louise vẫn có địa vị lớn trong lòng Vua Charles II do sự tinh tế và thấu hiểu của mình, và điều này giúp bà luôn ở địa vị cao nhất dù xung quanh nhà Vua luôn có những thiếu phụ xinh đẹp và trẻ trung như Nell Gwynne. Năm 1678, sự kiện Popish Plot lan tràn chống đối người Công giáo dữ dội xảy ra ở Anh, nhưng Louise vẫn được bảo trợ do sự giúp đỡ của Vương hậu Catarina xứ Bragança - để đáp lại sự ân cần và tôn trọng của Louise vào những năm hoạt động ở triều đình nước Anh.
Tháng 2 năm 1685, Vua Charles II hấp hối. Ông đã mời bà chứng kiến việc tự xưng tội và quyết định cải đạo sang Công giáo trước khi lâm chung của mình. Địa vị của bà trỏng lòng của Charles II được thể hiện khi nhà Vua đã yêu cầu đối đãi tốt với "madame Portsmouth", trở thành 1 trong 3 người phụ nữ mà nhà Vua còn nhớ tới trong giây phút ngắn ngủi còn lại của mình, bên cạnh Vương hậu Catherine và Nell Gwynne. Sau cái chết của Charles II, Louise tự biết địa vị của mình sẽ bị lung lay tại Anh nên nhanh chóng trở về Pháp, và hệ quả tất yếu mà bà mất hầu như toàn bộ trợ cấp của Vua Charles II tại Anh dưới triều đại của Vua James II và suốt thời gian Cách mạng Vinh quang.
Cuộc đời còn lại của Louise trôi qua ở Aubigny, bà chỉ trở về Anh hai lần trong thời gian còn lại của mình, lần một là lời mời từ Vua James II và lần cuối là tham dự lễ đăng quang của Vua George I. Trong lễ đăng quang của George I, bà gặp lại Catherine Sedley, Bá tước xứ Dorchester cùng Elizabeth Hamilton, Bá tước phu nhân xứ Orkney - hai tình nhân của hai vị Vua James II và William III của Anh. Sau cái chết của Louis XIV, Louise được Philippe II, Công tước xứ Orléans bảo lãnh và ban cho các khoản trợ cấp để chi trả những khoản nợ của mình. Bà qua đời khi 85 tuổi, một số tuổi hiếm hoi vào thời điểm ấy.